# Кудайберген Пернебаев
Кудайберген Пернебаев (каз. Құдайберген Пернебаев, до 1999 г. — Ленинжолы) — село в Мактааральском районе Туркестанской области Казахстана. Входит в состав Бирликского сельского округа. Код КАТО — 514475100.

## Население
В 1999 году население села составляло 1520 человек (781 мужчина и 739 женщин). По данным переписи 2009 года, в селе проживали 1493 человека (785 мужчин и 708 женщин).